# Malindi
|                       | Jan  | Feb  | Mär  | Apr  | Mai  | Jun  | Jul  | Aug  | Sep  | Okt  | Nov  | Dez  |   |      |
| Mittl. Tagesmax. (°C) | 30,8 | 30,9 | 31,8 | 31,1 | 28,8 | 27,9 | 27,3 | 27,4 | 28,3 | 29,6 | 30,5 | 30,8 | ⌀ | 29,6 |
| Mittl. Tagesmin. (°C) | 23,3 | 23,5 | 23,9 | 24,2 | 23,4 | 22,6 | 22,0 | 21,6 | 21,7 | 22,2 | 22,8 | 23,4 | ⌀ | 22,9 |
|                       |      |      |      |      |      |      |      |      |      |      |      |      |   |      |
| Niederschlag (mm)     | 11   | 17   | 36   | 163  | 298  | 154  | 91   | 64   | 47   | 68   | 75   | 35   | Σ | 1059 |
|                       |      |      |      |      |      |      |      |      |      |      |      |      |   |      |
| Regentage (d)         | 2    | 2    | 3    | 11   | 17   | 12   | 12   | 9    | 7    | 6    | 6    | 3    | Σ | 90   |

| 23,3 |

| 23,5 |

| 23,9 |

| 24,2 |

| 23,4 |

| 22,6 |

| 22,0 |

| 21,6 |

| 21,7 |

| 22,2 |

| 22,8 |

| 23,4 |

| 23,3 |

| 23,5 |

| 23,9 |

| 24,2 |

| 23,4 |

| 22,6 |

| 22,0 |

| 21,6 |

| 21,7 |

| 22,2 |

| 22,8 |

| 23,4 |

Malindi ist eine Stadt in Kenia mit etwa 120.000 Einwohnern (2019). Sie liegt ungefähr hundert Kilometer nördlich von Mombasa an der Küste des Indischen Ozeans.

## Geschichte
Malindi war eine alte Stadt der islamischen Swahilikultur. Eine Siedlung wird in arabischen Quellen mehrfach erwähnt, dennoch wurden erst ab dem 14. Jahrhundert arabische und chinesische Topfscherben gefunden. Es wurden Reste einer Moschee aus dem 15. Jahrhundert ausgegraben, zwei mit chinesischen Porzellantellern verzierte Pfeilergräber aus derselben Zeit stehen vor einer neuen Moschee.
1414 besuchte die chinesische Expedition des Admirals Zheng He Malindi und der örtliche Herrscher schickte Gesandte mit nach China. Am Ostersonntag, den 15. April 1498 ging der portugiesische Seefahrer Vasco da Gama bei Malindi an Land und wurde vom König von Malindi ehrenvoll mit einer Musikgruppe aus mehreren Hörnern und zwei mannshohen Elfenbeintrompeten empfangen. Hier nahm er seinen Lotsen für die Weiterfahrt nach Indien an Bord. Da Gamas Treffen mit dem König von Malindi wurde im portugiesischen Nationalepos Die Lusiaden ausgeschmückt. In der Folgezeit ging Malindi ein Bündnis mit Portugal ein, nicht zuletzt um  Unterstützung in der Auseinandersetzung mit der Nachbarstadt und Rivalin Mombasa zu gewinnen. Für die Portugiesen war Malindi der wichtige Stützpunkt zwischen Mosambik und Goa. Das Bündnis mit den Portugiesen nahm an Bedeutung ab, seit diese ab 1593 mit dem Fort Jesus ihren Hauptstützpunkt nach Mombasa verlegten.
In der Folgezeit verlor Malindi ständig an Bedeutung und verfiel. Erst im 19. Jahrhundert gab es erneutes Interesse an Malindi, nachdem sich der Schwerpunkt des omanischen Reiches durch den Umzug des Hofs von Oman nach Sansibar an die ostafrikanische Küste verlagert hatte. Arabische Familien legten von Sklaven bewirtschaftete Plantagen bei Malindi an, was der Stadt neuen Auftrieb gab. In der englischen Kolonialzeit wurde es als Strandbad entdeckt, was die Grundlage für seinen Aufstieg als Tourismusstandort geworden ist.

## Wirtschaft und Infrastruktur
Außer dem Tourismus leben die Menschen von Malindi von der Fischerei, der Baumwoll- und Sisalverarbeitung und dem Handel. Der Flughafen Malindi soll für internationale Flüge ausgebaut werden.
Vor der Küste in der Nähe Malindis befindet sich die San-Marco-Plattform, von der zwischen 1964 und 1988 u. a. mehrere Raketen ins All starteten.
1968 wurde an der Küstenregion im Süden der Stadt der Malindi-Meeres-Nationalpark eingerichtet. Um Malindi herum konzentriert sich der italienische Küstentourismus in Kenia, der unter anderem durch die Großinvestitionen des italienischen Sportmanagers Flavio Briatore bekannt wurde. Malindi dient seit längerem als Geldwaschanlage der Mafia. Für die in der Stadt lebende italienische Gemeinde wurde das einzige Konsulat eingerichtet.

## Sehenswürdigkeiten
- Ruinenstadt Gedi: 14. bis 16. Jahrhundert, 15 Kilometer südlich
- Malindi Marine National Park (Unterwasserwelt, Korallenriffe)
- Portugiesische Kirche
- Vasco da Gama-Steinkreuz
- Dorf Mambu